# Eclipse lunar de 31 de janeiro de 1999
| Eclipse Lunar Penumbral 31 de janeiro de 1999 | Eclipse Lunar Penumbral 31 de janeiro de 1999 |
| --- | --------------------------------------------- |
| A Lua cruza a região sul da zona de penumbra da Terra, de oeste para leste (da direita para a esquerda), com o disco lunar um pouco menos brilhante e seu polo norte levemente mais escurecido, próximo ao limite com o cone de sombra. |                                               |
| Gamma | -1,0189                                       |
| Saros (e membro) | 114 (58 de 71)                                |
| Sequência de eclipses lunares |                                               |
| Anterior | 6 de setembro de 1998                         |
| Próximo | 28 de julho de 1999                           |
| Duração (hr:mn:sc) |                                               |
| Penumbral | 4:21:41                                       |
| Fases e Horários do Eclipse (UTC) |                                               |
| P1 | 14:06:38                                      |
| Máximo | 16:17:31                                      |
| P4 | 18:28:20                                      |

O eclipse lunar de 31 de janeiro de 1999 foi um eclipse penumbral, o primeiro de dois eclipses lunares do ano, e único como penumbral. Teve magnitude penumbral de 1,0027 e umbral de -0,0258. Teve duração total de quase 262 minutos.
A Lua cruzou o interior da região sul da penumbra da Terra, em nodo ascendente, dentro da constelação de Câncer.
O disco lunar ficou inteiramente coberto pela faixa de penumbra terrestre, fazendo com que perdesse gradualmente seu brilho, além de escurecer sutilmente o trecho norte da superfície, que estava bem próximo da fronteira com a região da umbra.
Como neste eclipse a Lua ficou 100% imersa na penumbra, se caracterizou como um eclipse da categoria penumbral total, o que é mais raro nos eclipses penumbrais, já que em boa parte deles a Lua fica parcialmente coberta pela zona penumbral. Neste tipo de eclipse, ocorrem os eclipses penumbrais mais escuros possíveis. O último eclipse do subtipo "penumbral total" foi em 20 de janeiro de 1981, por sua vez anterior neste ciclo de Saros, de número 114. E o próximo eclipse do gênero ocorrerá em 14 de março de 2006.
Além disso, o eclipse coincidiu com o evento da Lua Azul, que é a denominação da segunda Lua Cheia que ocorre em um mesmo mês. Apesar de nome, de fato, o disco lunar não fica azul.

## Série Saros
Eclipse pertencente ao ciclo lunar Saros de série 114, sendo de número 58, num total de 71 eclipses da série. O último eclipse da série foi o eclipse penumbral de 20 de janeiro de 1981, que também foi do tipo "penumbral total", e o próximo será com o eclipse penumbral de 11 de fevereiro de 2017.

## Visibilidade
Foi visível nas Filipinas, na Ásia, Austrália, Nova Zelândia, Europa, no Ártico, em grande parte do Pacífico e da África, e no noroeste da América do Norte.
| Região do planeta onde o eclipse foi visível durante o máximo da totalidade - 16:18 UTC. A região das Filipinas obteve a melhor observação do meio do eclipse, de onde foi visível à meia-noite. |
| Mapa de visibilidade do eclipse |